# Megalonycta
Megalonycta is een geslacht van vlinders van de familie uilen (Noctuidae), uit de onderfamilie Amphipyrinae.

## Soorten
- M. forsteri Laporte, 1979
- M. mediovitta (Rothschild, 1924)